# Pompeo Morganti
Pompeo Morganti, également connu sous le nom de Pompeo da Fano (né à  Fano vers 1494-1568) est un peintre italien, qui fut actif dans les Marches. 

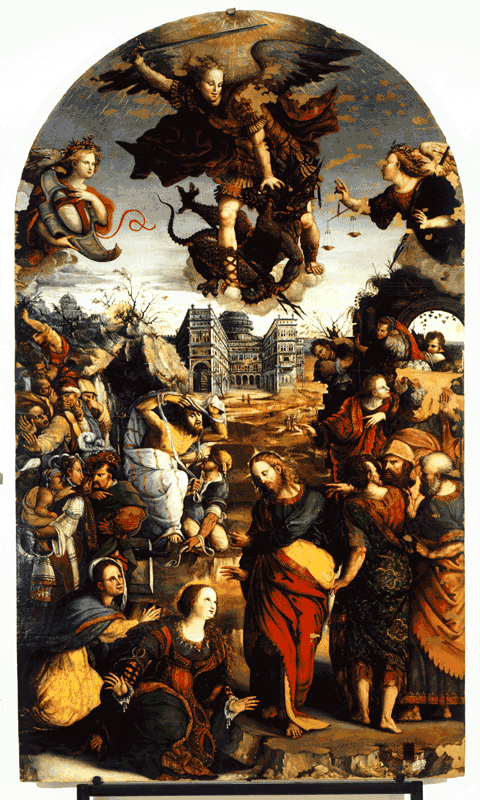
La Résurrection de Lazare et le Combat entre saint Michel et le Diable, Musée de Fano

## Biographie
Pompeo Morganti est né à Fano. Il est le fils du peintre Bartolomeo Morganti, également connu sous le nom de Bartolomeo di Matteo de 'Marescalchi. Pompeo a contribué à un tableau quelque peu fantomatique illustrant L'Apparition de la Vierge pour le sanctuaire de la Beata Vergine delle Grazie à Montegridolfo,. Vasari mentionne qu'il (Pompeo da Fano) a été brièvement l'enseignant de Taddeo Zuccaro tandis que d'autres mentionnent son père Ottaviano. Il a peint, conjointement avec son père  La Résurrection de Lazare et le Combat entre saint Michel et le Diable, tableau conservé au musée de la galerie d'art de Fano,.

## Liens
- Peintres nés dans les Marches